# Оптени
Оптени (Оптень, исторические варианты — Обтени, Обтень) — деревня в Климовском районе Брянской области, в составе Брахловского сельского поселения. 
 Расположена в 5 км к юго-западу от села Брахлов, у границы с Украиной. Население — 11 человек (2012),0 человек (2013).

## История
Основана во 2-й половине XVII века как владение Рубцов, позднее — Данченко, Лашкевичей и других владельцев (казачьего населения не имела).
До 1781 входила в Топальскую сотню Стародубского полка; затем в Новоместском, Новозыбковском (с 1809) уезде (с 1861 — в составе Брахловской волости, с 1918 в Чернооковской, с 1923 в Климовской волости).
С 1929 в Климовском районе. С 1919 до 1930-х гг. — центр Оптенского сельсовета, затем до 1960 в Любечанском сельсовете, в 1960—2005 в Брахловском сельсовете. В середине XX века — колхоз «Оптень».
Зимой 2012 - 2013гг. население в деревне отсутствовало. По состоянию на май 2013 года деревня фактически является нежилой и выглядит полностью упаднечески. По заявления представителей пограничной службы, -после схода снега была разграблена мародёрами.
| Годы      | 1859 | 1892 | 1897 | 1901 | 1926 | 1979 | 1989 | 2002 | 2010 | 2012 | 2013 |
| --------- | ---- | ---- | ---- | ---- | ---- | ---- | ---- | ---- | ---- | ---- | ---- |
| Население | 275  | 348  | 471  | 554  | 370  | 233  | 119  | 54   | 30   | 11   | 0    |

## Население
| 2010 | 2013 |
| ---- | ---- |
| 15   | ↘6   |